# 비난
비난(非難)은 개인이나 단체의 사회적 또는 도덕적으로 무책임한 행동에 대해 불신임하고 나쁘게 말하는 행위를 말한다. 이 용어는 칭찬의 반의어이다. 누군가가 무언가 잘못된 일을 한 데 대해 도덕적으로 책임을 질 때 이 행위는 비난을 받을 가치가 있다. 이와 대조적으로, 어떤 사람이 옳은 일을 하는 데 도덕적 책임이 있을 때, 그 사람의 행동은 칭찬받을 만하다고 말할 수 있다. 윤리적으로 관련되지 않은 다른 칭찬과 비난의 의미도 있다. 누군가의 좋은 옷차림을 칭찬할 수도 있고, 그 사람의 옷차림 감각을 자신의 스타일 감각 탓으로 돌릴 수도 있다.

## 철학
철학자들은 비난의 개념을 P. F. 스트로슨이 만든 반응적 태도의 하나로 논하는데, 이는 비난, 찬양, 감사, 분노, 용서와 같은 태도를 포함한다. 물리적 또는 지적 개념과는 대조적으로, 반응적 태도는 대상에 대한 적극적인 참여자의 관점에서 형성된다. 이는 객관적인 관점과 구별되어야 한다.

## 신경학
비난은 측두두정 접합(TPJ)부의 뇌 활동을 수반하는 것과 관련되는 것으로 알려져 있다. 다른 사람을 비난할 때 편도가 기여하는 것으로 밝혀졌으나 긍정적인 행위에 반응할 때에는 그렇지 않다.

## 사회학 및 심리학
인간은 의식적 및 무의식적으로 다른 사람들에 대해 끊임없이 판단한다. 타인을 판단하는 심리적 기준은 부분적으로 타고나고 부정적이며 경직될 수 있으며, 어느 정도의 과대성을 나타낸다.
비난은 타인을 폄하하는 방식을 제공하며, 그 결과 비난하는 사람은 우월감을 느끼고 타인을 덜 가치 있게 여기거나 자신을 "완벽"하게 만든다. 비난을 전가하는 것은 상대방의 결점을 강조하여 그를 비하하는 것을 의미한다.
조종 및 학대의 피해자들은 종종 조종자/학대자가 자신에 대해 부정적인 감정을 느끼게 한 것에 대한 책임과 그로 인한 자신의 불안에 대해 책임감을 느낀다. 이러한 자기비난은 종종 피해자 지위의 주요 특징이 된다.
피해자는 피해의식의 자아상에 갇히게 된다. 피해의 심리적 프로파일에는 만연한 무력감, 수동성, 통제력 상실, 비관주의, 부정적 사고, 강한 죄책감, 수치심, 후회, 자기비난, 우울감이 포함된다. 이러한 사고방식은 절망과 체념으로 이어질 수 있다.

### 자기비난
두 가지 주요 유형의 자기비난이 존재한다.
1. 행동적 자기비난 – 행동에 기반한 부당한 비난. 행동적 자기비난을 경험하는 피해자들은 자신들이 뭔가 다르게 했어야 한다고 느끼므로 죄책감을 느낀다.
2. 성격적 자기비난 – 성격에 기반한 부당한 비난. 성격적 자기비난을 경험하는 피해자들은 자신들에게 본질적으로 잘못된 것이 있어서 피해를 당할 자격이 있다고 느낀다.

행동적 자기비난은 피해자 내의 죄책감과 관련이 있다. 학대 당시 통제력을 가졌다는 믿음(과거 통제)은 더 큰 심리적 고통과 관련이 있지만, 회복 과정에서 더 많은 통제력을 가졌다는 믿음(현재 통제)은 고통이 적고 위축이 덜하며 인지 재처리가 더 많이 일어나는 것과 관련이 있다.
자기비난을 줄이는 데 도움이 되는 것으로 밝혀진 상담 반응은 다음과 같다.
- 지지적 반응
- 심리교육적 반응 (예: 강간 트라우마 증후군에 대해 배우기)
- 비난 문제를 다루는 반응.

자기비난에 유용한 치료 유형은 인지 재구성 또는 인지행동치료이다. 인지 재처리는 사실을 취하고 논리적인 결론을 도출하는 과정으로, 수치심이나 죄책감의 영향을 덜 받는다.

### 피해자 비난
피해자 비난은 범죄, 사고, 또는 어떤 종류의 학대적 대우의 피해자들이 발생한 사건에 대해 전적으로 또는 부분적으로 책임이 있다고 여기는 것이다. 근본적 귀인 오류 개념은 사람들이 사건 발생 시 상황보다 피해자의 특성 때문에 부정적인 행동을 더 많이 비난하는 경향이 있음을 설명한다.

### 개인 비난 대 시스템 비난
사회학에서 개인 비난은 어떤 집단이나 사회가 개인에게 그들의 상황에 대한 책임을 묻는 경향을 말하며, 시스템 비난은 개인의 운명에 기여하는 사회적 요인에 초점을 맞추는 경향을 말한다.

### 비난 전가
타인을 비난하는 것은 발로 차는 개 효과를 초래할 수 있는데, 이는 계층 구조에서 개인이 직속 부하를 비난하고, 이러한 비난이 가장 낮은 계층("개")에 도달할 때까지 계층을 따라 전파되는 것이다. 2009년 실험 연구에서는 비난이 관련 없는 구경꾼에게도 전염될 수 있음을 보여주었다.
국가 및 초국가적 정책과 규정을 시행하는 기관과 같은 복잡한 국제 조직에서는 일반적으로 비난이 최종 단계, 즉 실행 주체에게 귀속된다.

### 선전 (사회학) 기술로서
낙인 이론은 고의적인 행위자가 존재하지 않는 심리적 특성 및 존재하지 않는 변수에 대해 개인을 계속 비난할 때, 그 행위자들이 무의식적인 수준에서 비합리적인 죄책감을 유도하는 것을 목표로 한다고 가정함으로써 비난을 설명한다. 이 경우 비난은 정상적인 사람에게 부정적인 지위를 부여하기 위해 반복적인 비난 행동, 풍자, 과장법을 사용하는 선전 (사회학) 전술이 된다. 무고한 사람들이 존재하지 않는 심리 상태 및 존재하지 않는 행동에 대해 사기적으로 비난받고, 비난 행동에 대한 적격한 일탈이 없을 때, 그 의도는 공포 조장을 사용하여 공포를 유도하기 위해 무고한 사람들에 대한 부정적인 평가를 만들어내는 것이다. 수세기 동안 정부는 다른 다양한 정부에 대한 대중의 인식을 영향을 미치고, 대중에게 민족주의 감정을 유도하기 위해 악마화의 형태로 비난을 사용해왔다. 비난은 사람, 집단, 국가를 객체화할 수 있으며, 일반적으로 선전의 의도된 대상에게 부정적인 영향을 미쳐 그들의 객관성을 손상시킨다. 비난은 사회 통제 기술로 활용된다.

### 조직 내에서
조직 내에서 비난의 흐름은 그 조직의 견고성과 진실성을 보여주는 주요 지표가 될 수 있다. 경영진에서 직원으로, 또는 전문가나 협력 조직 간에 횡방향으로 비난이 흐르는 것은 조직의 실패를 나타낸다. 비난 문화에서는 문제 해결이 비난 회피로 대체된다. 상위에서 나오는 비난은 "아래에서 두려움, 불쾌감, 오류, 사고, 수동 공격적 반응"을 생성하며, 아래에 있는 사람들은 무력감을 느끼고 정서적 안전이 부족하다. 직원들은 조직의 비난 문화가 오류 및 사고로 인한 기소와 그에 따른 실직을 두려워하게 만들었으며, 이는 사고 보고를 꺼리게 만들 수 있다고 표현했는데, 신뢰는 사고 보고를 장려하는 데 매우 중요하기 때문이다. 이로 인해 안전 위협에 대한 약하고/또는 장기적인 지표가 감지될 가능성이 낮아져 조직이 사소한 문제가 통제 불능 상황으로 확대되는 것을 방지하기 위한 적절한 조치를 취하는 것을 방해한다. 비난 문화가 있는 조직에서 확인된 여러 문제는 고신뢰 조직이 채택한 모범 사례와 모순된다. 혼란스러운 역할과 책임과 같은 조직적 혼란은 비난 문화 및 직장 내 집단 따돌림과 강하게 연관되어 있다. 비난 문화는 위험 회피적 접근 방식을 조장하여 조직과 그 대리인이 위험을 적절하게 평가하는 것을 방해한다.
메리 더글러스에 따르면, 비난은 기관의 미시 정치에서 체계적으로 사용되며, 세 가지 잠재적 기능이 있다: 재난 설명, 충성 정당화, 기존 제도적 체제 안정화. 정치적으로 안정된 체제 내에서는 비난이 약하거나 불운한 사람에게 전가되는 경향이 있지만, 덜 안정된 체제에서는 비난 전가가 경쟁 파벌 간의 싸움을 수반할 수 있다. 더글러스는 비난이 기관이나 사회 집단 내에서 기존 권력 구조를 어떻게 안정화시키는지에 관심이 있었다. 그녀는 두 가지 차원의 기관 유형론을 고안했는데, 첫 번째 속성은 "집단"으로 경계와 사회적 결속의 강도를 나타내고, 두 번째는 "격자"로 계층의 정도와 강도를 나타낸다. 더글러스에 따르면, 비난은 기관 유형에 따라 다른 주체에게 돌아갈 것이다. 시장에서는 잠재적 지도자들 간의 권력 투쟁에서 비난이 사용된다. 관료 조직에서는 비난이 아래로 흐르고 규칙을 따르지 않은 실패에 귀속되는 경향이 있다. 씨족에서는 비난이 외부인에게 전가되거나 배신 의혹을 수반하여 반대 의견을 억누르고 집단의 유대를 강화한다. 네 번째 유형인 고립에서는 개인이 시장의 경쟁 압력에 홀로 직면한다. 다시 말해, 사회적 결속의 상실과 함께 분열 상태가 되어 잠재적으로 무력감과 운명론을 초래하며, 이 유형은 다른 여러 저자들에 의해 "당나귀 일자리"로 재명명되었다. 의료 서비스 관리 관행의 점진적인 변화가 당나귀 일자리의 증가로 이어지고 있다는 주장이 제기된다.
좋은 거버넌스의 핵심으로 여겨지는 책임성과 투명성에 대한 요구는 개인 및 기관 수준 모두에서 비난 회피 행위를 악화시키는데, 이는 정치 및 의료와 같은 다양한 영역에서 관찰된다. 실제로 기관은 위험 회피적이고 비난 회피적인 경향이 있으며, 사회적 위험(사회에 대한 위협)과 기관적 위험(사회적 위험을 관리하는 조직에 대한 위협)의 관리가 일치하지 않을 경우, 사회적 위험을 희생하여 기관적 위험 관리를 우선시하려는 조직적 압력이 있을 수 있다. 또한, "핵심 업무 수행을 희생하면서 비난 회피 행동을 하는 것은 잘 기록된 조직적 합리성이다." 명성을 유지하려는 의지가 책임성과 비난 회피 간의 관계를 설명하는 핵심 요소가 될 수 있다. 이는 위험 관리 전략으로서 기관적 위험이 사회적 위험으로 전이되는 "위험 식민화"를 초래할 수 있다. 일부 연구자들은 "위험 없는 점심은 없고" "비난 없는 위험도 없다"고 주장하는데, 이는 "공짜 점심은 없다"는 속담에 비유된다.

## 더 읽어보기
- Douglas, Tom. Scapegoats: Transferring Blame, London-New York, Routledge, 1995.
- Wilcox, Clifton W. Scapegoat: Targeted for Blame, Denver, Outskirts Press, 2009.

## 같이 보기
- 귀인 (심리학)
- 귀인 편향
- 찬양
- 심리 투영
- 희생양